# Nghi Trung
Nghi Trung là một xã thuộc huyện Nghi Lộc, tỉnh Nghệ An, Việt Nam.
Xã có diện tích 7,84 km², dân số năm 2007 là 7.756 người, mật độ dân số đạt 989 người/km².